# Monte Abbot
Il monte Abbot (1.055 m s.l.m. - in inglese mount Abbot) la montagna più elevata della catena del Clarke Range,  nel Queensland (Australia). 
È parte del ristretto habitat dell'Ozothamnus eriocephalus, una specie di Asteraceae.